# 何塞·加西亚
何塞·加西亚（西班牙語：José García，1952年9月29日—），西班牙男子曲棍球运动员。他曾代表西班牙国家队参加1980年和1984年夏季奥林匹克运动会曲棍球比赛，其中1980年奥运会获得一枚银牌。